# Relações entre Argentina e Japão
As relações entre Argentina e Japão são relações diplomáticas entre a Argentina e o Japão que foram oficialmente estabelecidas em 3 de fevereiro de 1898.

## Primeiros contatos
A história das relações entre o Japão e a Argentina foram influenciadas em grande medida pela Argentina como país de imigração. Os primeiros japoneses conhecidos a emigrar para a Argentina chegaram de navio em 1886. Entre os japoneses a imigrar para a Argentina estava o professor Seizo Itoh, especialista em agricultura, que veio para a Argentina em 1910 e trabalhou para melhorar o nível da agricultura em seu novo país.
O Império do Japão e a República Argentina estabeleceram relações formais no nível da Legação com um Tratado de Amizade, Comércio e Navegação em 3 de fevereiro de 1898. Após a conclusão do acordo, as relações comerciais regulares por mar começaram em 1899.
A Argentina participou do Japão na Guerra Russo-Japonesa, concordando em vender ao Japão o cruzador japonês Nisshin, que havia sido comprado originalmente para a Marinha da Argentina. Porém, antes de 1941, o principal aspecto das relações entre Argentina e Japão era a imigração, a maioria dos trabalhadores agrícolas.  Atualmente, existem cerca de 10.000 pessoas de ascendência japonesa morando na Argentina. As relações diplomáticas entre o Japão e a Argentina foram elevadas à embaixada em 1940, e no ano seguinte Rodolfo Morena foi nomeado o primeiro embaixador argentino no Japão, enquanto Akira Tomii se tornou o primeiro embaixador japonês na Argentina.  As relações foram cortadas em 1944 e, em 27 de março de 1945, o governo argentino entrou na Segunda Guerra Mundial no lado aliado e declarou guerra contra o Império Japonês.

## Desenvolvimentos modernos

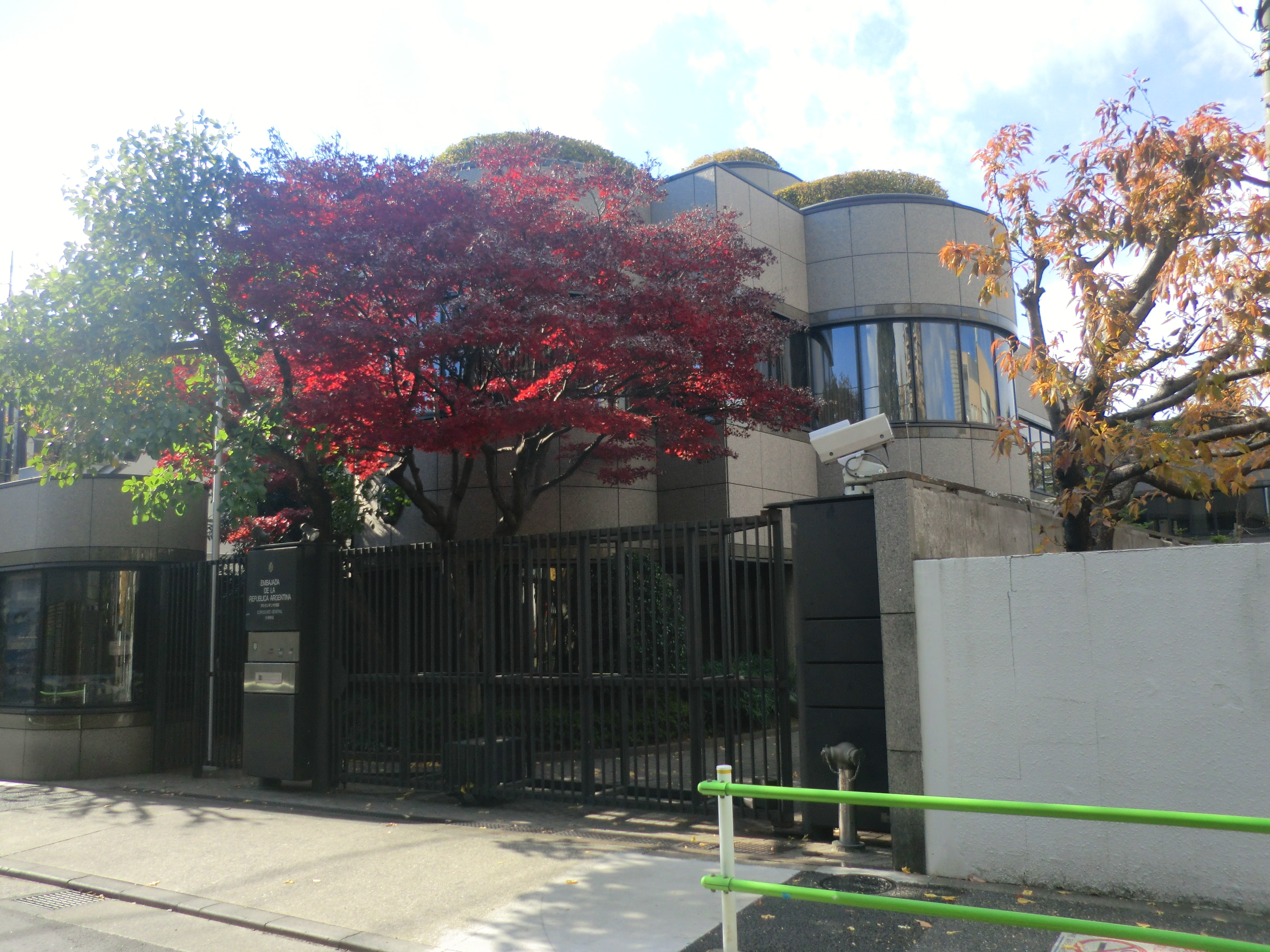
Embaixada da Argentina no Japão.

As relações diplomáticas foram restauradas com a assinatura do Tratado de Paz de São Francisco em 1952. O presidente argentino, Arturo Frondizi visitou o Japão em 1960 e, posteriormente, o comércio bilateral, e o investimento japonês na Argentina aumentou em importância. As importações japonesas eram principalmente alimentos e matérias-primas, enquanto as exportações eram principalmente máquinas e produtos acabados. Além disso, foram concluídos acordos de cooperação em vários aspectos. Em 1963, os dois governos concluíram um acordo sobre imigração, em 1967 um tratado de amizade, comércio e navegação e, em 1981, acordos sobre cooperação técnica e intercâmbio cultural.
A Argentina mantém uma embaixada em Tóquio e o Japão mantém uma embaixada em Buenos Aires.

## Visitas de estado

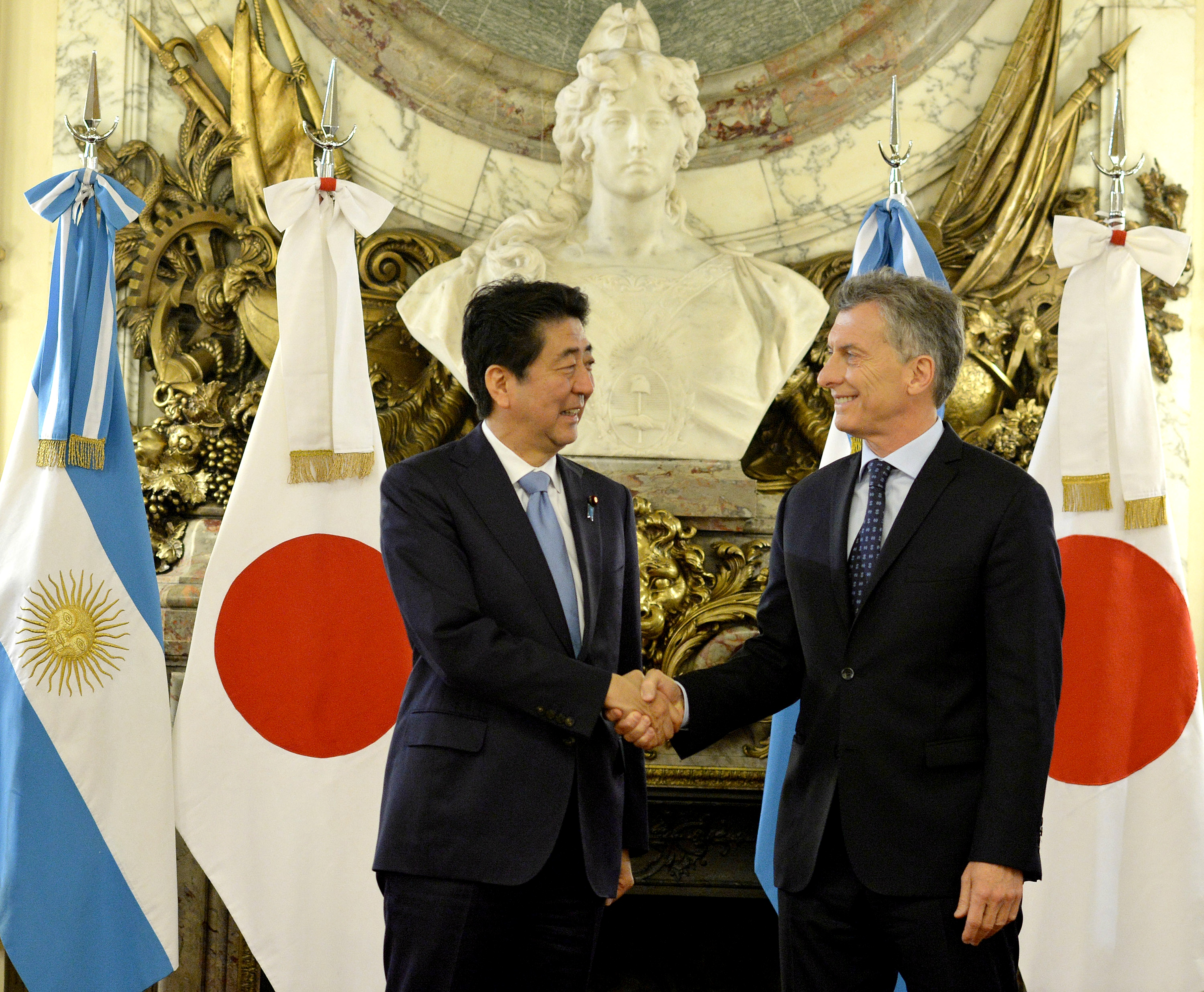
O primeiro-ministro japonês, Shinzō Abe, com o presidente argentino, Mauricio Macri em 21 de novembro de 2016.

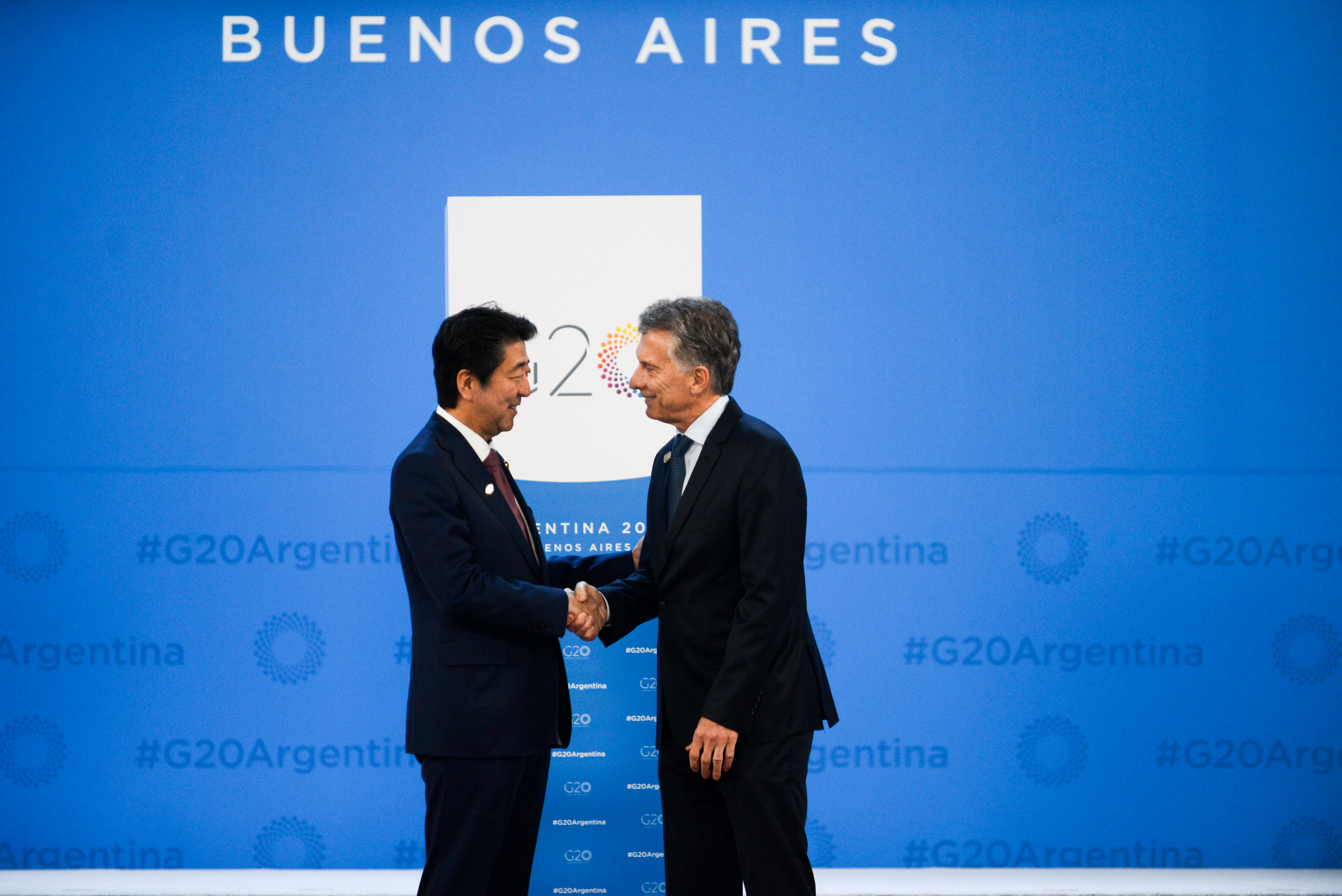
O primeiro ministro japonês, Shinzō Abe, com o presidente argentino, Mauricio Macri, no 13.ª encontro do G20 em 30 de novembro de 2018.

Membros da Família Imperial do Japão visitaram a Argentina em várias ocasiões, incluindo o príncipe Norihito e a princesa Takamodo em 1991, o Imperador do Japão, Akihito e a Imperatriz do Japão, Michiko em 1997 e o príncipe Akishino em 1998. O presidente argentino, Raúl Alfonsín visitou o Japão em 1986, assim como Carlos Menem, em 1990, 1993 e 1998.
Em novembro de 2016, o primeiro-ministro do Japão, Shinzō Abe , fez uma visita de estado a Buenos Aires e teve uma reunião com o presidente da Argentina, Mauricio Macri. A última visita do primeiro-ministro japonês foi por seu avô, Nobusuke Kishi, em 1959.[carece de fontes?]